# Fraldão
O fraldão, também conhecido como falda, faldão, ou fraldas, é um nome genérico usado para denominar qualquer armadura ou itens de armadura que eram destinados a proteger partes corporais que estão abaixo da cintura das pessoas.

## Referência
- COIMBRA, Álvaro da Veiga, Noções de Numismática. SP. Secção Gráfica da Faculdade de Filosofia, Ciências e Letras da Universidade de São Paulo, 1965.